# Marzling
Marzling este o comună din landul Bavaria, Germania.